# Prunum pyrumoides
Prunum pyrumoides là một loài ốc biển, là động vật thân mềm chân bụng sống ở biển trong họ Marginellidae, họ ốc mép.